# Gà Afritada

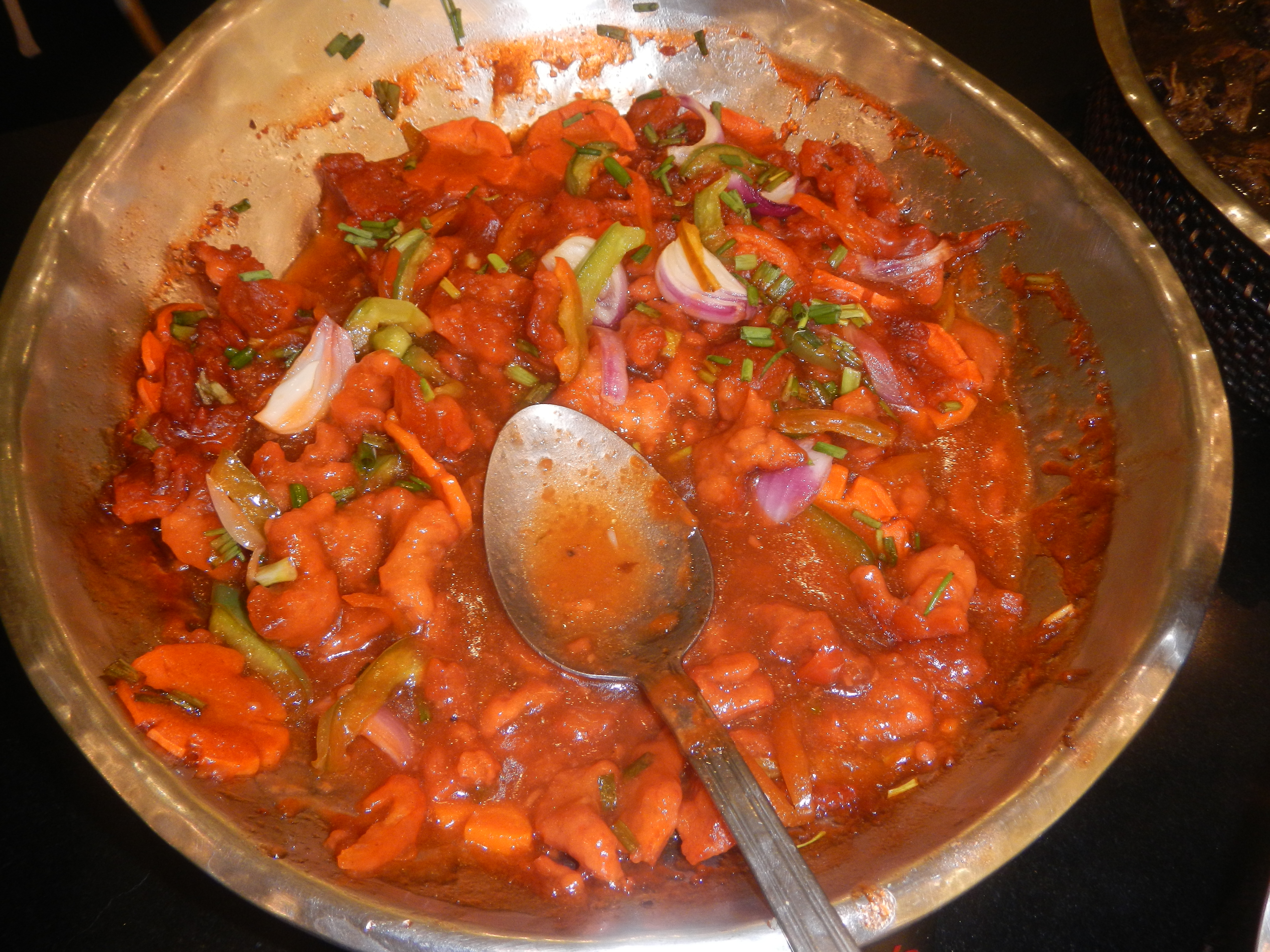
Gà om sốt cà chua (Afritadang manok)

Gà Afritada hay còn gọi là gà om sốt cà chua là một món ăn trong ẩm thực xứ Phi Luật Tân, bao gồm nguyên liệu chính gồm thịt gà om (có thể thay thế bằng thịt bò hoặc thịt lợn om, nó cũng có thể được sử dụng nguyên liệu hải sản) trong nước sốt cà chua với cà rốt, khoai tây và ớt chuông đỏ và xanh. Nó được phục vụ ăn chung với cơm trắng và là một bữa ăn phổ biến hàng ngày của người Philippines. Món ăn này thể hiện văn hóa ẩm thực Philippines có ảnh hưởng từ Tây Ban Nha. Thịt gà hầm với cà chua, ớt và hành tây tạo nên món ăn hấp dẫn cả về màu sắc lẫn độ thơm ngậy.

## Chế biến
Tên gọi afritada có nguồn gốc từ fritada của Tây Ban Nha có nghĩa là "chiên", đề cập đến bước đầu tiên của việc chuẩn bị trong đó thịt được chiên áp chảo trước khi ninh nhừ trong hỗn hợp nước sốt cà chua. Afritada là một món ăn theo kiểu om. Đầu tiên nó được làm bằng cách xào tỏi và hành tây và sau đó thêm thịt thái và hạt lựu vào chiên cho đến khi mềm. Sau khi thịt chuyển đến độ đủ màu nâu, nước và cà chua (cà chua hoặc chuối sốt cà chua cũng có thể được sử dụng) được đổ ụp vào chảo, cùng với cà rốt thái hạt lựu, khoai tây và ớt chuông đỏ và xanh thái lát. Cà chua thái lát, đậu xanh, đậu xanh hoặc đậu cũng có thể được thêm vào. Nó có thể được nêm nếm với muối, hạt tiêu đen, lá nguyệt quế và nước mắm. Hỗn hợp được ninh cho đến khi rau chín rồi đem ra dùng với cơm trắng. 

## Biến tấu
Afritada có các tên khác nhau dựa trên các thành phần chính của món ăn. Những loại phổ biến nhất là afritadang manok (gà afritada), afritadang baka (thịt bò afritada) và afritadang baboy (thịt lợn afritada). Afritada cũng có thể được sử dụng để nấu với hải sản, như cá (afritadang isda) hoặc trai (afritadang tahong), sử dụng quy trình cơ bản tương tự như afritadas với nguyên liệu thịt. Afritada cũng thường được nấu theo kiểu hamonado (với những miếng dứa trong món thịt om dứa). Biến thể ngọt ngào này thường được gọi là "Afritada khóm". Nó thường bị nhầm lẫn với Pininyahang manok, gà om cũng được làm bằng dứa. Tuy nhiên, sau này không sử dụng nước sốt cà chua. Afritada rất giống với Menudo và Kaldereta của các vùng Philippines, vì cả hai cũng sử dụng sốt cà chua hoặc sốt cà chua chuối. Tuy nhiên, Menudo bao gồm gan thái lát, trong khi Kaldereta thì chỉ sử dụng thịt dê.